# Họ Ong mật
Họ Ong mật (danh pháp khoa học: Apidae) là một họ lớn bao gồm các loài ong phổ biến như ong mật (Apis), ong không ngòi (Meliponini), ong bầu (Xylocopinae), ong lan (Euglossini), ong tu hú (Nomadinae), ong nghệ (Bombini), và các nhóm ít phổ biến khác. Họ Apidae hiện bao gồm tất cả các chi trước đây được xếp vào các họ Anthophoridae và Ctenoplectridae, và hầu hết chúng là các loài sống đơn độc, mặc dù một ít trong chúng cũng là đạo tặc ký sinh (ký sinh kiểu trộm cắp). Bốn phân họ trong họ Apidae cũ hiện được xếp vào các tông của phân họ Apinae.
Phân họ Apinae chứa nhiều dòng dõi, phần lớn trong số đó sống đơn độc, với tổ của chúng đơn giản chỉ là các hang hốc đào bới vào trong lòng đất. Tuy nhiên, ong mật, ong không ngòi và ong nghệ có kiểu sinh sống thành tập đoàn (xã hội thật sự), mặc dù đôi khi người ta cho rằng chúng đã phát triển kiểu sống này một cách độc lập, và thể hiện các khác biệt đáng chú ý trong những khía cạnh như kiểu liên lạc giữa các ong thợ và phương thức xây dựng tổ. Xylocopinae (phân họ bao gồm các loài ong bầu) chủ yếu sống đơn độc, mặc dù chúng cũng có xu hướng sống thành đàn, và một vài dòng dõi như Allodapini chứa các loài sống kiểu xã hội thật sự; phần lớn các thành viên của phân họ này làm tổ trong thân cây hay trong gỗ. Nomadinae là ong sống ký sinh kiểu trộm cắp trong tổ của các loài ong khác.

## Phân loại
Họ Ong mật Apidae hiện bao gồm một số chi trước kia được xếp vào họ Anthophoridae  và Ctenoplectridae, nay được xếp vào 3 phân họ:
1. Phân họ Ong mật Apinae gồm 19 tông còn tồn tại và 2 tông hóa thạch
  1. Ancylini
  2. Anthophorini
  3. Apis
  4. Bombini
  5. Centridini
  6. Ctenoplectrini
  7. Emphorini
  8. Ericrocidini
  9. Eucerini
  10. Euglossini
  11. Exomalopsini
  12. Isepeolini
  13. Melectini
  14. Meliponini
  15. Osirini
  16. Protepeolini
  17. Rhathymini
  18. Tapinotaspidini
  19. Tetrapediini
  20. †Electrapini
  21. †Melikertini
2. Phân họ Nomadinae gồm 11 tông
  1. Ammobatini
  2. Ammobatoidini
  3. Biastini
  4. Brachynomadini
  5. Caenoprosopidini
  6. Epeolini
  7. Hexepeolini
  8. Holcopasitini
  9. Neolarrini
  10. Nomadini
  11. Townsendiellini
3. Phân họ Xylocopinae gồm 4 tông tồn tại và 1 tông hóa thạch
  1. Allodapini
  2. Ceratinini
  3. Manueliini
  4. Xylocopini
  5. †Boreallodapini

## Hình ảnh

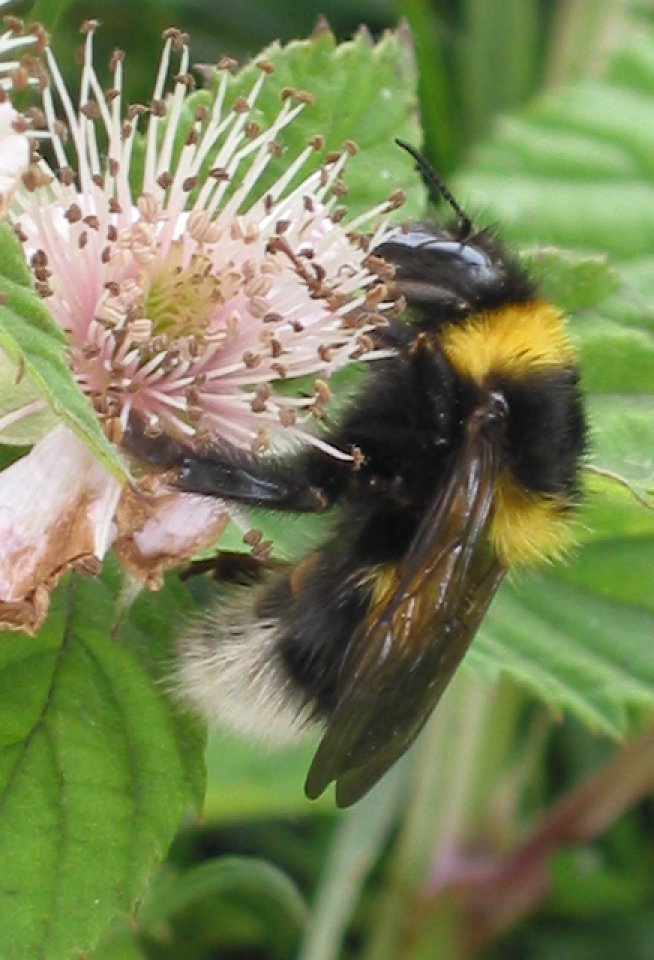
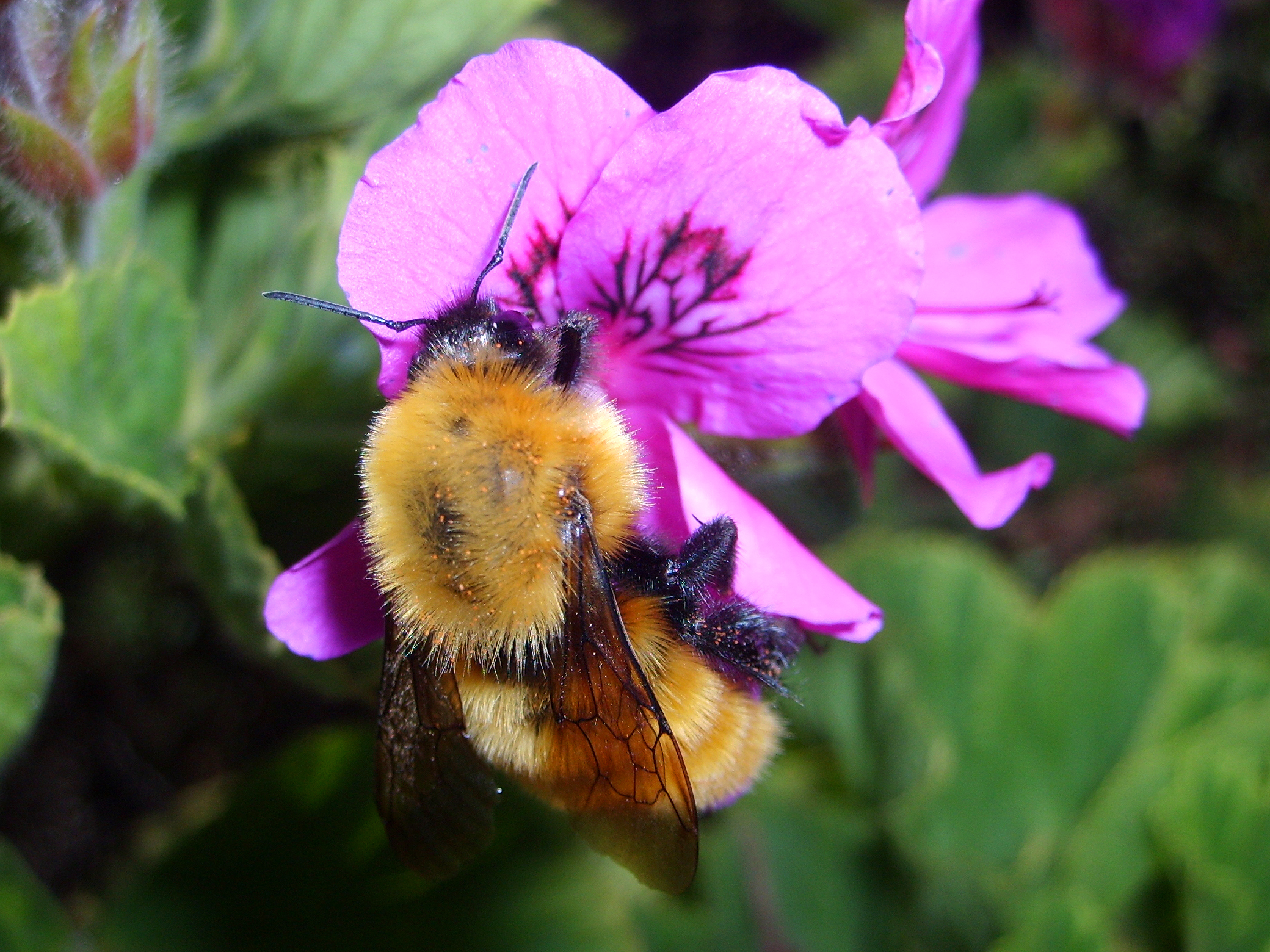
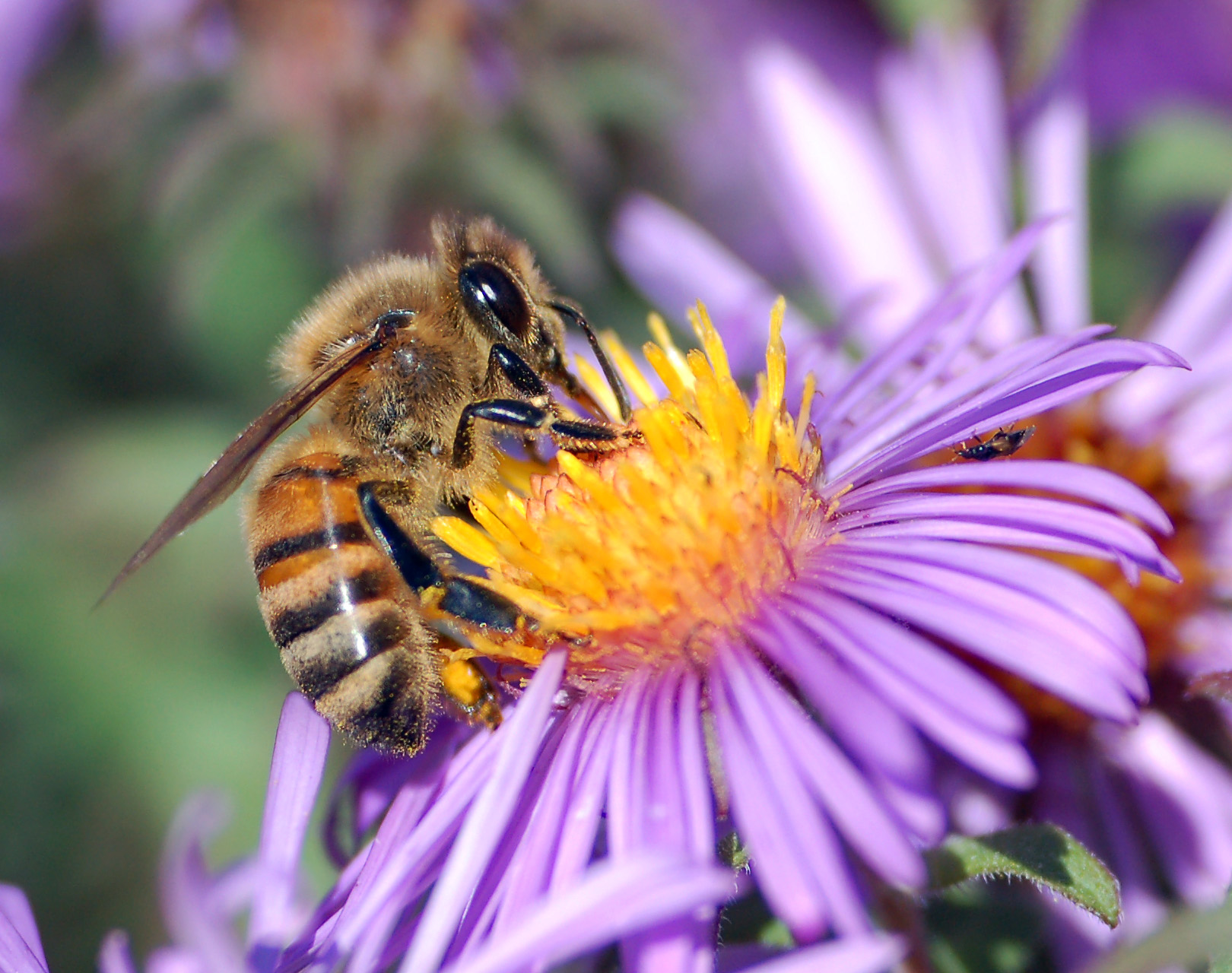
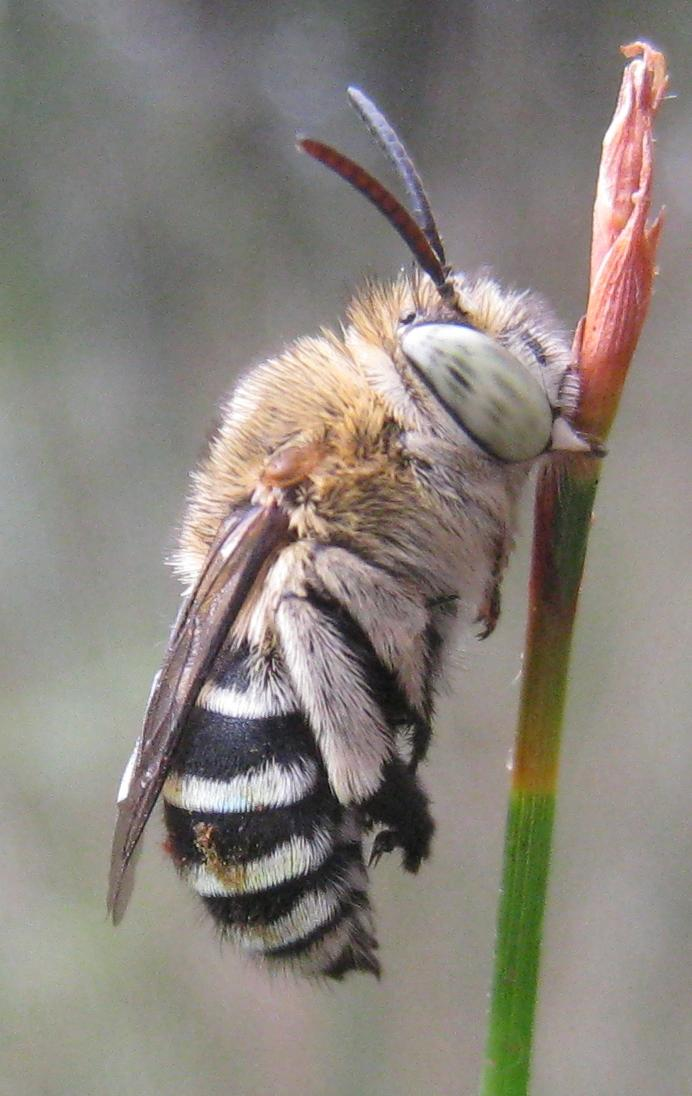
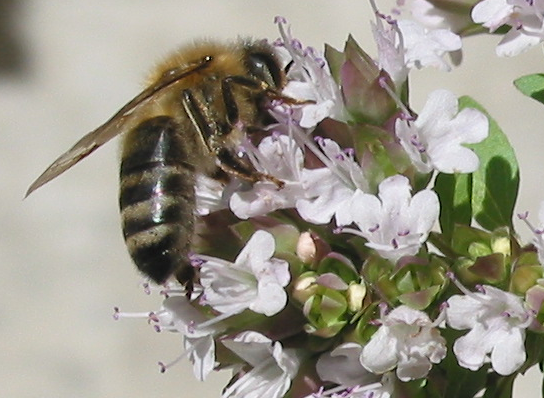
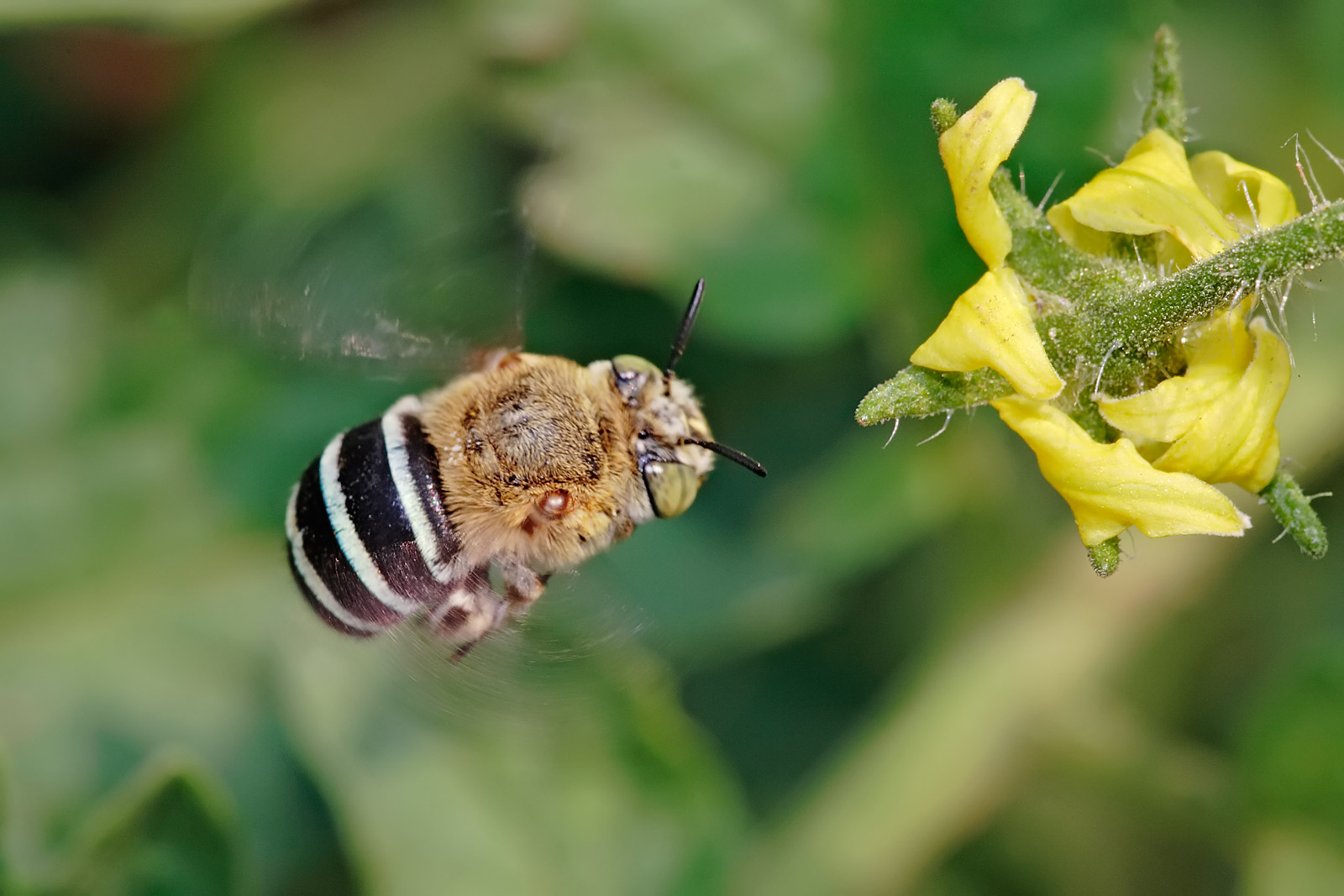
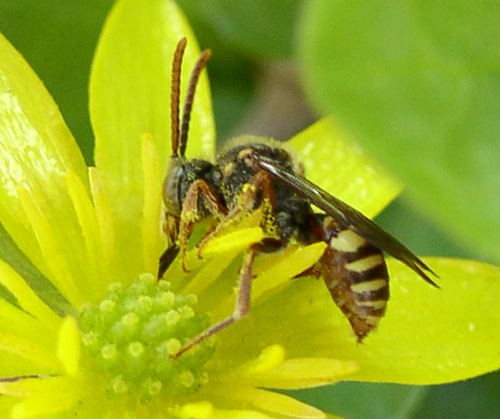